# Botrucnidifer norvegicus
Botrucnidifer norvegicus is een Cerianthariasoort uit de familie van de Botrucnidiferidae. De wetenschappelijke naam van de soort is voor het eerst geldig gepubliceerd in 1912 door Carlgren.